# 프라이트라이너 아르고시
프라이트라이너 아르고시(영어: Freightliner Argosy)는 미국 프라이트라이너 트럭사가 생산하는 대형 트럭으로 1998년에 출시되었다.

## 소개
이 트럭은 1998년에 최초로 출시가 되었고 북아메리카의 경우 2005년까지 판매가 되었다. 또한 2014년에 개봉된 트랜스포머: 사라진 시대에 갈바트론 모델로 사용된 적이 있다.

## 사진

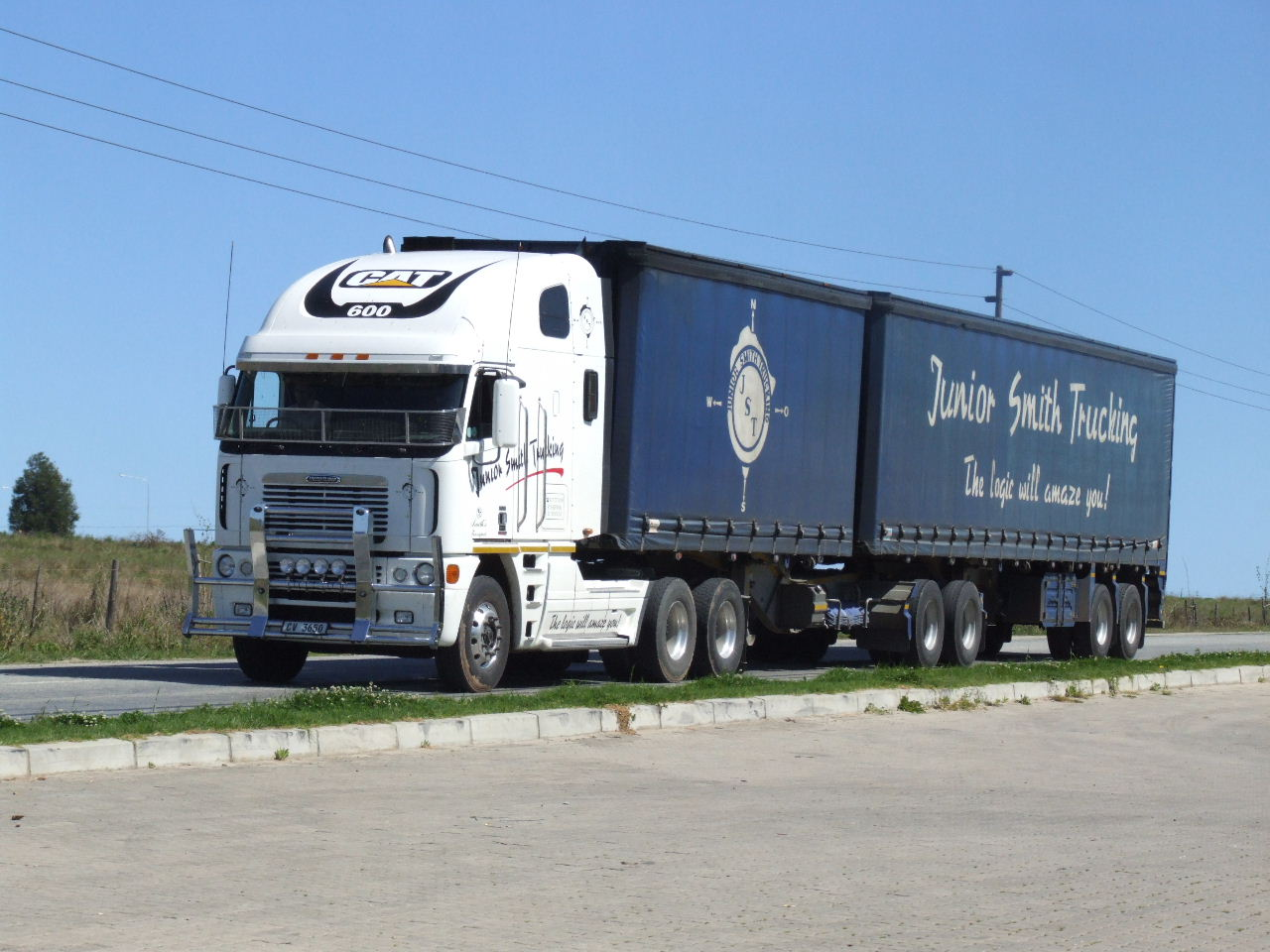
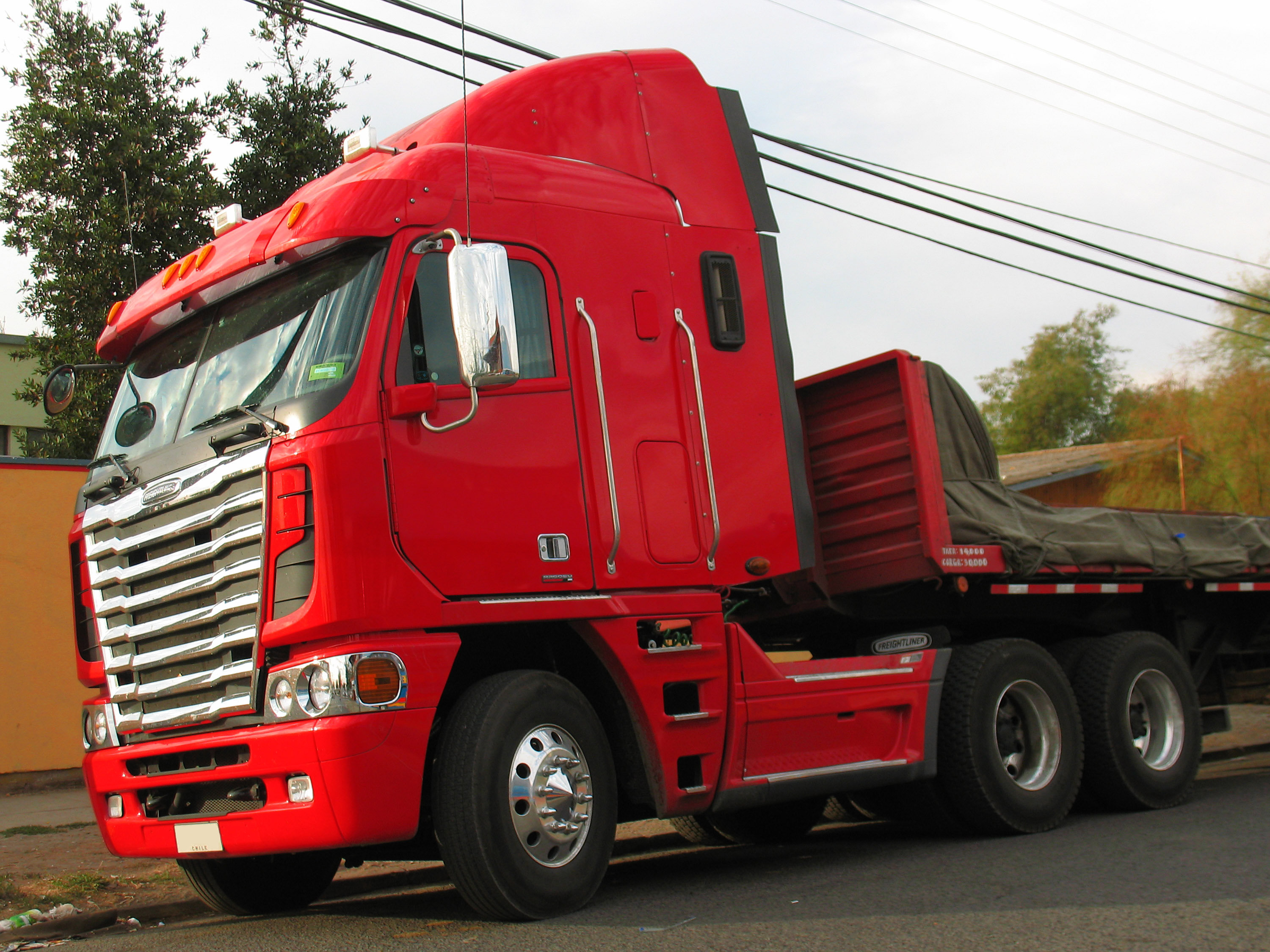
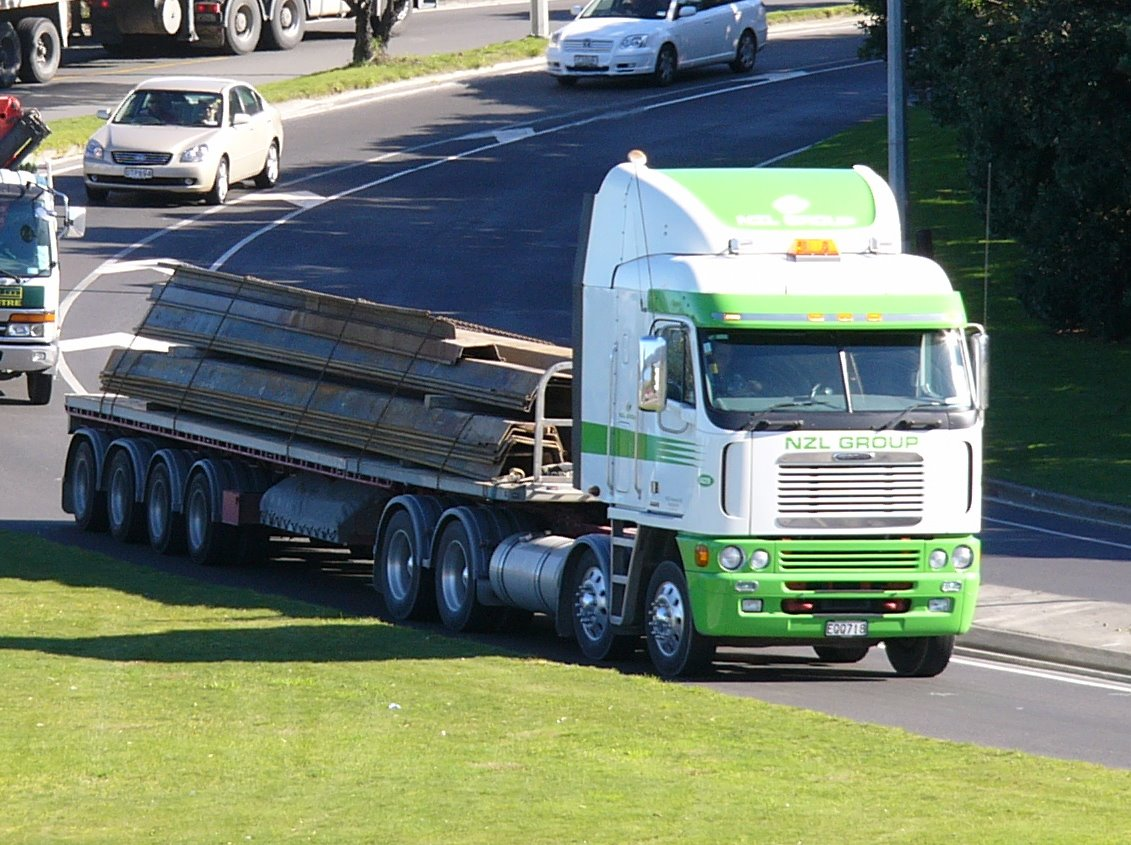
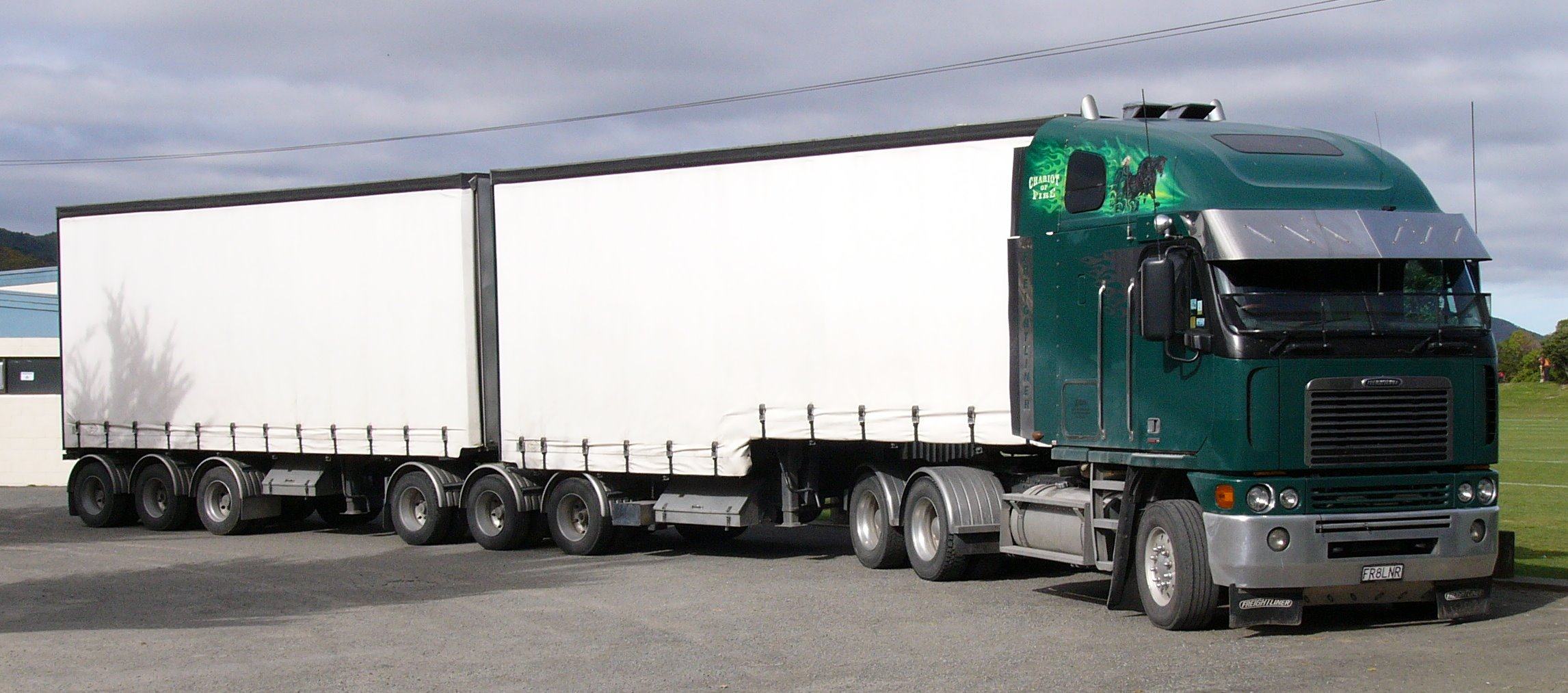
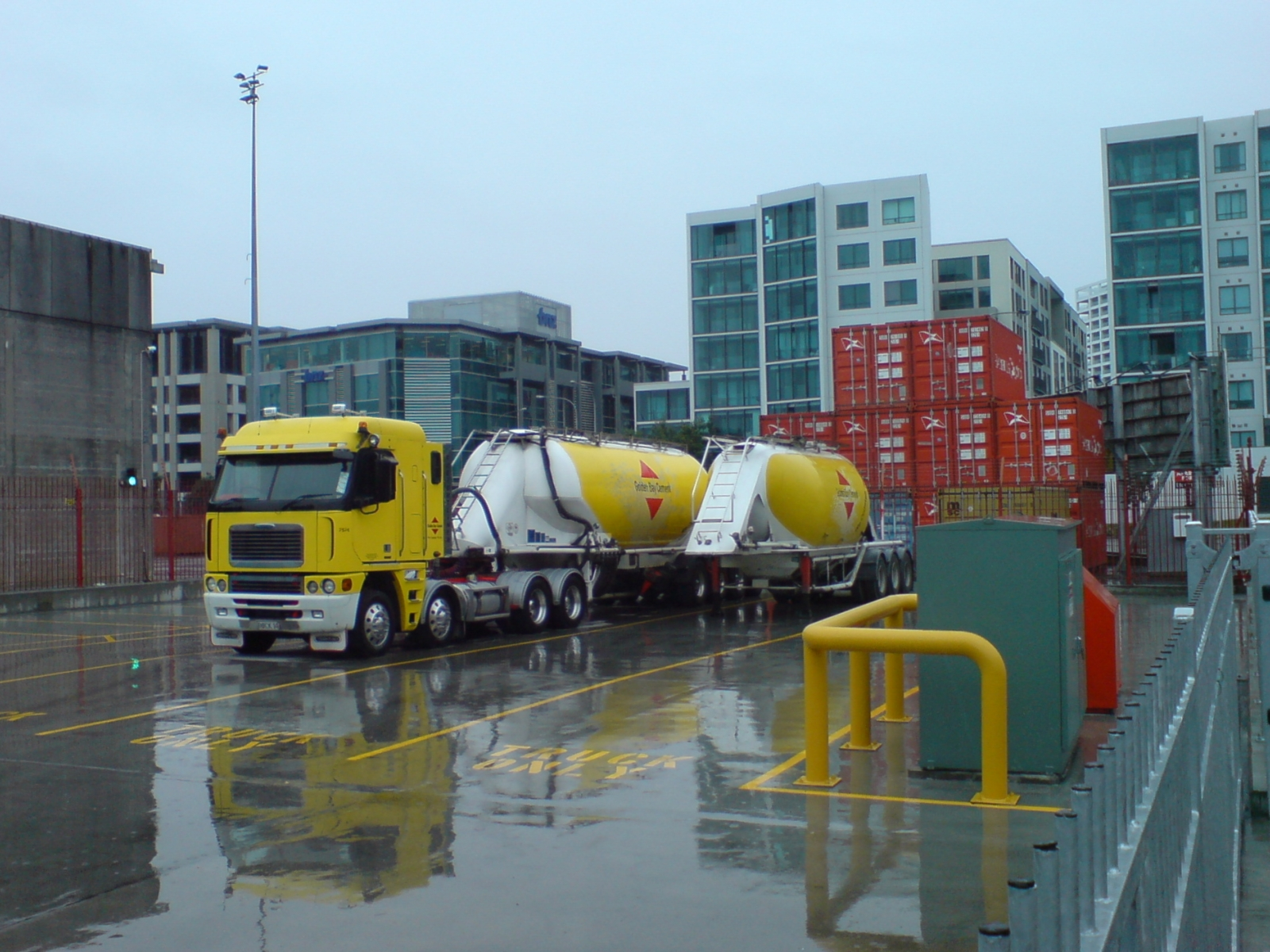
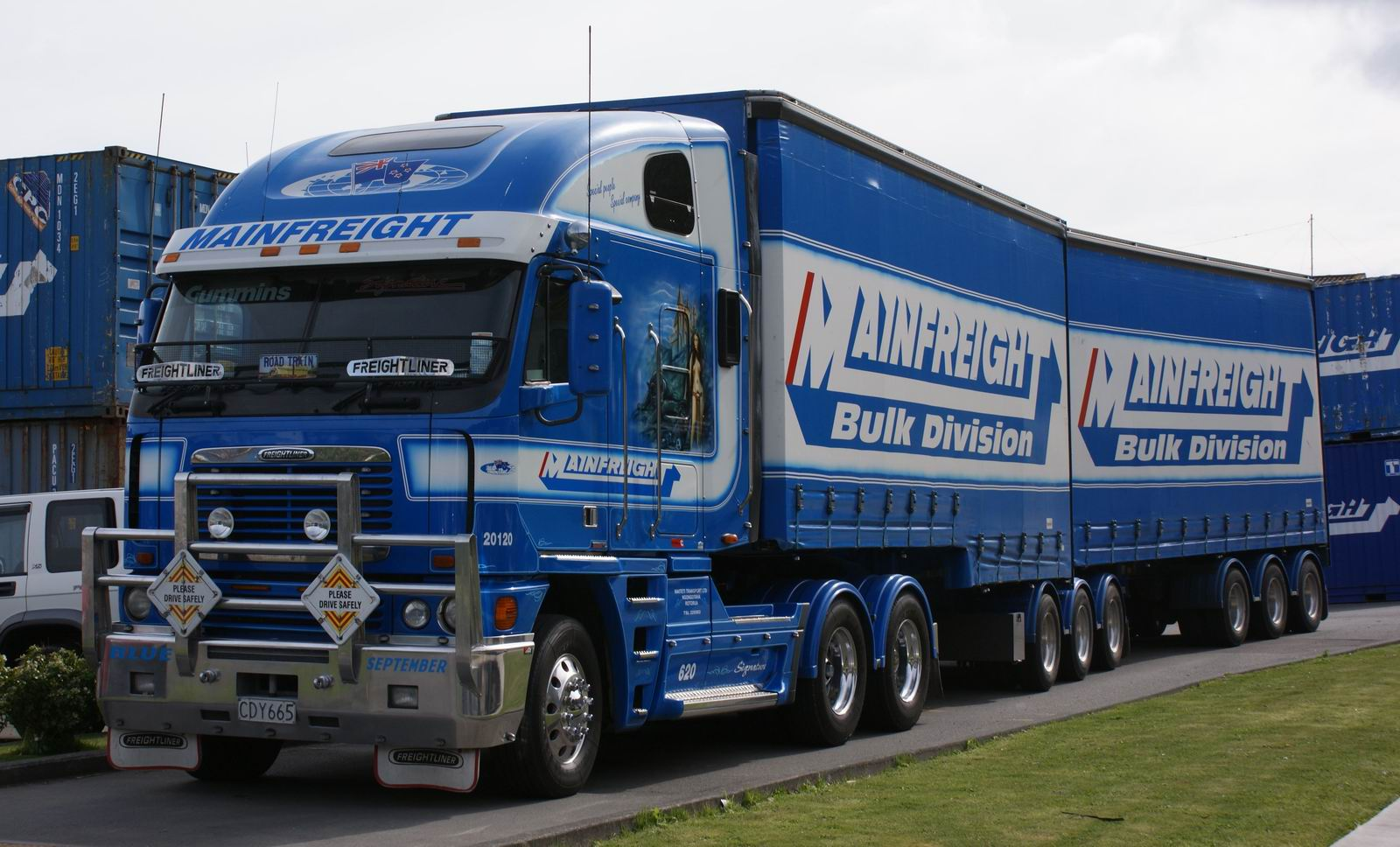
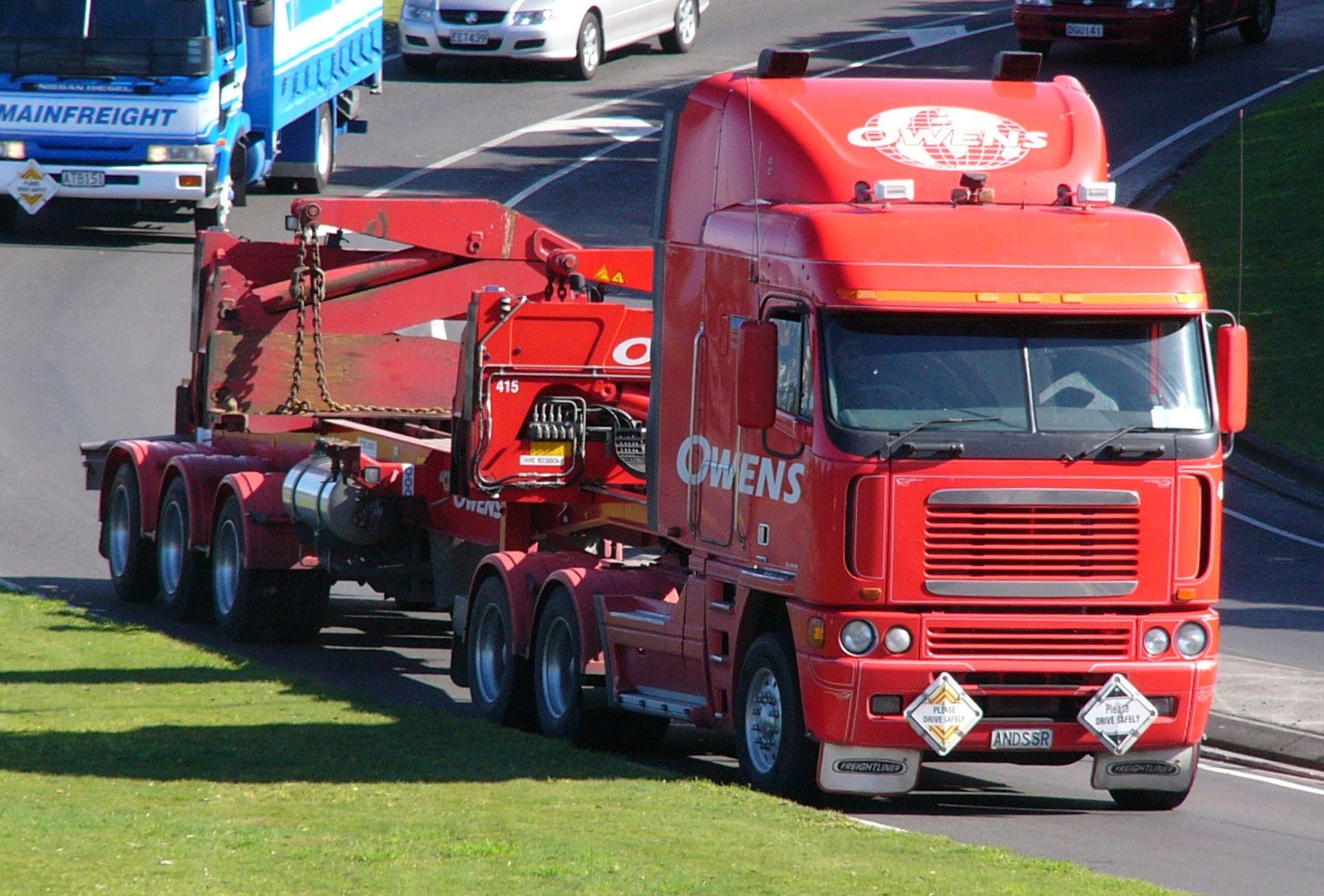